# Igeltjärnen (Svärdsjö socken, Dalarna)
Igeltjärnen är en sjö i Falu kommun i Dalarna och ingår i Dalälvens huvudavrinningsområde.